# Michał Józef Massalski
Michał Józef Massalski herbu Massalski Książę III (ur. przed 1700 rokiem, zm. w 1768 roku) – hetman wielki litewski od 1762 roku, pisarz wielki litewski od 1726, wojewoda mścisławski od 1737 roku, kasztelan trocki od  1742 roku, kasztelan wileński i hetman polny litewski od 1744 roku, marszałek  Trybunału Wielkiego Księstwa Litewskiego w 1741 roku, marszałek sejmu konwokacyjnego 1733 roku w Warszawie, ciwun tędziagolski w 1717 roku, starosta berżnicki, radoszkowicki i grodzieński, pułkownik powiatu grodzieńskiego w 1733 roku.
Praprawnuk Andrzeja Massalskiego. 
Poseł grodzieński na sejm 1718 roku. Poseł wołkowyski na sejm 1720 roku. Poseł grodzieński na sejm 1724, 1732 i przerwany sejm 1733 roku. Był posłem na sejm 1729 roku z powiatu grodzieńskiego. Był posłem na sejm 1730 roku z powiatu starodubowskiego. Poseł grodzieński na sejm konwokacyjny 1733 roku. Był członkiem konfederacji generalnej zawiązanej 27 kwietnia 1733 roku na sejmie konwokacyjnym. W czasie konwokacji w 1733 był jednym z przywódców obozu popierającego elekcję Stanisława Leszczyńskiego.  Jako deputat z i poseł na sejm elekcyjny z powiatu grodzieńskiego podpisał pacta conventa Stanisława Leszczyńskiego w 1733 roku. W 1733 roku podpisał jego elekcję. Członek konfederacji generalnej Wielkiego Księstwa Litewskiego w 1734 roku. W obronie Stanisława Leszczyńskiego walczył w konfederacji dzikowskiej. Wiosną 1735 roku objął komendę nad cofającą się armią Wielkiego Księstwa Litewskiego i wyprowadził ją do Warmii. Wrócił do kraju, pogodził się z Augustem III Sasem i podpisał konstytucje sejmu pacyfikacyjnego. Deputat grodzieński na Trybunał Litewski w 1741 roku. 
Później przeszedł do stronnictwa Czartoryskich popierając ich projekt reform. W czasie bezkrólewia 1764 roku za 40 tys. rubli wpuścił bez protestu wojska rosyjskie do kraju. W 1764 zawiązał w Wielkim Księstwie Litewskim konfederację generalną, która z pomocą wkraczających wojsk rosyjskich przeprowadziła wybór Stanisława Augusta Poniatowskigo na króla Polski. Później zerwał z Czartoryskimi, a będąc wrogo nastawionym do nowego monarchy szukał poparcia Katarzyny II.  
W 1742 odznaczony Orderem Orła Białego, był  kawalerem Orderu Świętego Stanisława.